# Уоттс, Андре
Андре Уоттс (англ. André Watts, 20 июня 1946, Нюрнберг, Американская зона оккупации Германии — 12 июля 2023, Блумингтон, Индиана) — американский классический пианист и профессор Музыкальной школы Джейкобса Университета Индианы. За шесть десятилетий своей карьеры Уоттс выступал в качестве солиста со всеми крупными американскими и мировыми оркестрами, включая Нью-Йоркский филармонический оркестр, Национальный симфонический оркестр, а также Лондонский симфонический оркестр. Уоттс записал разнообразный репертуар, сосредоточившись на композиторах эпохи романтизма, таких как Фредерик Шопен и Ференц Лист, а также на Джордже Гершвине. В 2020 году он был избран в Американское философское общество. Он получил премию Грэмми как лучший новый классический исполнитель в 1964 году.

## Ранние годы
Родился в Нюрнберге, Германия; Уоттс был сыном венгерки Марии Александры Гусмитс, пианистки; и отца-афроамериканца Германа Уоттса, унтер-офицера армии США. Андре провёл раннее детство в Европе, живя в основном недалеко от армейских постов, где находился его отец.
Уоттс начал учиться игре на скрипке, когда ему было четыре года. К шести он решил, что его инструмент — пианино. Когда Андре было восемь лет, военная командировка Германа привела семью в Соединённые Штаты. Они поселились в Филадельфии, штат Пенсильвания. Его мать дала ему первые уроки игры на фортепиано. Как и многие дети, Уоттс не любил заниматься. Для ободрения его мать рассказывала истории о великом пианисте и композиторе Ференце Листе, давая понять, что Лист добросовестно практиковался. Уоттс нашёл вдохновение в Листе, переняв его театральный стиль игры. После развода родителей в 1962 году Уоттс остался со своей матерью, которая работала секретарём, а затем администратором.
Уоттс поступил в Филадельфийскую музыкальную академию (ныне часть Университета искусств), учился у Джении Робинор, Дорис Боуден и Клемента Петрилло; академию он окончил в июне 1963 года. Он принял участие в своём первом конкурсе в девять лет вместе с сорока другими детьми за возможность выступить с Детскими концертами Филадельфийского оркестра. Уоттс выиграл конкурс, исполнив концерт Йозефа Гайдна.
В десять лет Уоттс исполнил концерт Мендельсона соль минор с оркестром Робин Гуда Делла, а в четырнадцать — Симфонические вариации Франка снова с Филадельфийским оркестром.

## Карьера
В шестнадцать лет он прошёл прослушивание в Концертном зале Карнеги на конкурсе за участие в телевизионном сериале «Концерт для молодёжи» дирижёра Леонарда Бернстайна с Нью-Йоркским филармоническим оркестром. Исполнение Уоттсом Концерта для фортепиано с оркестром Листа № 1 ми-бемоль на концерте для молодёжи 12 января 1963 года было снято на видео и транслировалось по национальному телевидению на канале CBS 15 января 1963 года. Перед концертом Бернстайн представил Уоттса публике Национального телевидения, заявив, что «испытал потрясение», когда впервые услышал игру Уоттса.
31 января 1963 года Бернстайн попросил Уоттса заменить больного Гленна Гульда, запланированного солиста регулярного благотворительного концерта Нью-Йоркского филармонического оркестра. Уоттс снова сыграл Концерт ми-бемоль Листа. Когда он проиграл последнюю каденцию, весь оркестр присоединился к публике и аплодировал стоя.  Первый лонг-плей Уоттса, The Exciting Debut of André Watts, вскоре после этого был выпущен Columbia Masterworks Records и включал Концерт Листа с Бернстайном и филармонией.
После выпуска Уоттс поступил в Институт Пибоди в Балтиморе, где учился неполный день, чтобы получить степень бакалавра музыки у пианиста Леона Флейшера. В следующем году он выступил на стадионе Льюисон в Нью-Йорке с дирижёром Сэйдзи Одзава и в Нью-Йоркском филармоническом оркестре, исполнив Концерт № 2 соль минор Камиля Сен-Санса. В сентябре 1963 года он снова исполнил концерт Листа в  концертном зале Голливуд-боул в Лос-Анджелесе. Он открыл сезон 1964–65 годов Национального симфонического оркестра в Вашингтоне, округ Колумбия, снова исполнив концерт Сен-Санса. Он вернулся в Нью-Йорк в январе 1965 года, чтобы исполнить Концерт № 2 фа минор Ф. Шопена. Уоттс дебютировал в Европе в Лондоне с Лондонским симфоническим оркестром в июне 1966 года.
К 1969 году у него был полноценный концертный график, расписанный на три года вперёд. Уоттс дебютировал в Бостоне в 1969 году в серии концертов Пибоди Мейсон. В 1972 году окончил Институт Пибоди. В свой 21-й день рождения он подписал долгосрочный эксклюзивный контракт с Columbia Masterworks Records. В 1977 году он сообщил, что его контракт был расторгнут.
В феврале 1973 года Уоттс был выбран Музыкантом месяца от Musical America. Его другие почести и награды включали степени почётного доктора Колледжа Олбрайт и Йельского университета, Орден Заира, медаль Университета искусств (Университета искусств в Филадельфии) и Национальную медаль искусств.
К середине 1970-х Уоттс давал 150 концертов, сольных концертов и камерных представлений за сезон, выступая примерно восемь месяцев в году. В 1976 году, в возрасте тридцати лет, он отпраздновал своё десятое подряд появление в серии «Великие исполнители Линкольн-центра» в Эйвери-Фишер-холле. Воскресная дневная телепередача PBS была первым сольным концертом, представленным в прямом эфире из Линкольн-центра, и первым полнометражным концертом, который транслировался по стране в прайм-тайм.
В 1985 году он подписал контракт с EMI, с которым записывался до начала 1990-х. Он также записывался для Telarc.
В ноябре 2002 года Уоттс получил субдуральную гематому и перенёс экстренную операцию. В 2004 году ему также сделали операцию по поводу грыжи, из-за чего он не мог пользоваться левой рукой. Он продолжал регулярно выступать после восстановления после этих операций.
В 2004 году Уоттс начал преподавать на факультете Университета Индианы, где занял кафедру музыки Джека И. и Доры Б. Хэмлин.
В 2019 году ему сделали операцию по поводу повреждения нерва левой руки, что привело к отмене нескольких выступлений. Он переработал Концерт Равеля для левой руки для исполнения правой рукой и исполнил произведение с симфоническими оркестрами Детройта и Атланты.

## Смерть
В июле 2016 года у Уоттса был диагностирован рак простаты. Он умер от рака 12 июля 2023 года, в возрасте 77 лет.

## Награды и почести
- 1964 Самый многообещающий исполнитель новой классической музыки[англ.][9]
- 1973 Почётный доктор, Йельский университет[9][13]
- 1975 Почётный доктор, Колледж Олбрайта[англ.][13]
- 1984 Премия выдающихся выпускников, Институт Пибоди Университета Джонса Хопкинса[33]
- 1988 Премия Эвери Фишера[13]
- 1988 Медаль Университета искусств, Филадельфия[21]
- 2011 Национальная медаль искусств[22]
- 2013 Зал славы американской классической музыки[англ.][34]
- 2014 Медаль Макдауэлла Макдауэлловского Общества Цинциннати[34]
- 2020 Избран в Американское философское общество[35]
- 2021 Почётный доктор Бостонской консерватории в Беркли[36]